# Abraham Andrews Barker
Abraham Andrews Barker (* 30. März 1816 in Lovell, Oxford County, Massachusetts; † 18. März 1898 in Altoona, Pennsylvania) war ein US-amerikanischer Politiker. Zwischen 1865 und 1867 vertrat er den Bundesstaat Pennsylvania im US-Repräsentantenhaus.

## Werdegang
Der im heutigen Maine geborene Abraham Barker besuchte die öffentlichen Schulen seiner Heimat und arbeitete danach in der Landwirtschaft. Seit 1854 lebte er zunächst in Carrolltown und dann in Ebensburg (Pennsylvania), wo er im Handel und im Holzgeschäft tätig wurde. Außerdem wurde er Präsident einer lokalen Eisenbahngesellschaft. Politisch schloss er sich der 1854 gegründeten Republikanischen Partei an. Im Mai 1860 nahm er als Delegierter an der Republican National Convention in Chicago teil, auf der Abraham Lincoln als Präsidentschaftskandidat nominiert wurde. Während des Bürgerkrieges diente er für einige Monate als Soldat im Heer der Union.
Bei den Kongresswahlen des Jahres 1864 wurde Barker im 17. Wahlbezirk von Pennsylvania in das US-Repräsentantenhaus in Washington, D.C. gewählt, wo er am 4. März 1865 die Nachfolge des Demokraten Archibald McAllister antrat. Da er im Jahr 1866 von seiner Partei nicht mehr zur Wiederwahl nominiert wurde, konnte er bis zum 3. März 1867 nur eine Legislaturperiode im Kongress absolvieren. In dieser Zeit endete der Bürgerkrieg. Noch im Jahr 1865 wurde mit der Ratifizierung des 13. Verfassungszusatzes die Sklaverei in den Vereinigten Staaten verboten. Seit 1865 war die Arbeit des Kongresses von den Spannungen zwischen den Republikanern und Präsident Andrew Johnson belastet, die später in einem nur knapp gescheiterten Amtsenthebungsverfahren gipfelten.
Nach dem Ende seiner Zeit im US-Repräsentantenhaus arbeitete Abraham Barker unter anderem wieder in der Holzbranche. Im Jahr 1872 strebte er erfolglos seine Rückkehr in den Kongress an. Seit 1880 lebte er im Ruhestand. Er starb am 18. März 1898 in Altoona, wo er sich zur ärztlichen Behandlung eingefunden hatte.